# Africa/Brass
| 전문가 평가                         | 전문가 평가 |
| 평가 점수                           | 평가 점수   |
| 출처                                | 점수        |
| ----------------------------------- | ----------- |
| AllMusic                            | [ 2 ]       |
| Down Beat (Original Lp release)     | [ 3 ]       |
| Jazz Shelf                          | favorable   |
| The Rolling Stone Jazz Record Guide | [ 5 ]       |
| Tom Hull                            | A−          |
| Encyclopedia of Popular Music       | [ 7 ]       |

《Africa/Brass》는 1961년 9월 1일 임펄스! 레코드에서 발매된 미국의 재즈 음악가 존 콜트레인의 여덟 번째 스튜디오 음반이다. 초기 레이블의 여섯 번째 발매이자 임펄스!의 콜트레인의 첫 번째 발매인 이 음반은 콜트레인의 작업 콰르텟을 더 큰 합주단에 의해 증강되어 참여 음악가의 총 숫자를 21명으로 늘렸다. 프렌치 호른과 유포니움의 특이한 악기 연주와 함께 그것의 빅밴드 사운드는 지금까지 콜트레인과 관련된 어떤 것과도 매우 다른 음악을 제공한다. 비평가들은 원래 그것에 낮은 평가를 내렸지만, 더 최근의 재즈 논평가들은 그것을 "놀랍다"고 묘사했고 "존 콜트레인의 음악이 마지막 단계에서 걸어온 길을 이해하는 데 있어서 핵심적인 작업"이라고 묘사했다.

## 배경
1961년 콜트레인은 재즈계의 일류 음악가로 자리 잡았고, 그의 영향력은 수년간 셀로니어스 몽크, 마일스 데이비스와 함께 라이브 공연을 하고 그의 그룹들을 이끌었으며, 《Giant Steps》와 《My Favorite Things》 음반들의 영향력이 커졌다. 임펄스! 레코드의 임원 크리드 테일러는 콜트레인의 애틀랜틱 레코드와의 계약을 사들였고, 콜트레인은 새로운 회사의 명단에 서명한 첫 번째 아티스트가 되었다. 그것은 데이비스가 컬럼비아 레코드와 계약한 이후 재즈 음악가가 받은 최고의 계약이었고, 1년 뒤에는 연간 2개의 음반에 대한 2년 옵션과 로열티 대비 1만 달러의 선금이 있었고, 2년 차와 3년 차에는 20,000 달러의 선금이 있었다. ABC 레코드의 재원에 힘입어 재즈 시장에서 즉시 주요 연주자가 되기 시작한 임펄스!는 그에게 더 큰 영역을 제공했다. 콜트레인은 그의 여생을 임펄스!에 남았고, 새로운 레이블로 이적하기 위해 그는 대규모 그룹 녹음을 계획했다.

## 곡 목록
| #  | 제목       | 작곡        | 재생 시간 |
| -- | ---------- | ----------- | --------- |
| 1. | 〈Africa〉 | 존 콜트레인 | 16:28     |

| #  | 제목             | 작곡                       | 재생 시간 |
| -- | ---------------- | -------------------------- | --------- |
| 2. | 〈Greensleeves〉 | 민요, 매코이 타이너 (편곡) | 10:00     |
| 3. | 〈Blues Minor〉  | 콜트레인                   | 7:22      |